# Menchu Gutiérrez
Menchu Gutiérrez (Madridd, 1957) é uma escritora espanhola.
É, também, tradutora de, entre outros autores, William Faulkner, Anne Brontë ou Edgar Allan Poe.
Menchu Gutiérrez é uma escritora muito pessoal, recusando qualquer das exigências que dificultam a criatividade literária actual e que tem criado um mundo próprio de referências fechadas.
Os seus romances, de argumentos muito vigorosos – às vezes quase abstractos - vêem-se sustentados por uma linguagem em que importa mais a sugestão que a pura narração.
Por outra parte, aparecem já desde seu primeiro relato, Basenji, uma série de elementos que se revelam como essenciais no universo literário desta autora:
1. a existência como um caminho de busca interior;
2. a morte (não em vão, a própria escritora tem afirmado: começo a escrever quando, pela primeira vez, experimento a realidade da morte e quando vivo com a memória do sonho; escrevo porque existe a morte e porque existe o sonho) entendida como experiência individual encaminhada ao cumprimento da extrema consciência;
3. a rejeição a toda ordem que não corresponda ao que vertera a verdade interior de seus protagonistas e
4. a criação de um espaço físico que é tradução simbólica da identidade das personagens que o habitam.

## Obras

### Poemas
- El grillo, la luz y la novia (1981),
- De barro la memoria (1987),
- La mordedura blanca -  (Prémio de Poesia Ricardo Molina, 1989)
- La mano muerta cuenta el dinero de la vida (1997).

Foi incluída nas antologias Las diosas blancas e Litoral Femenino.
- El ojo de Newton (2005)
- Lo extraño, la raíz (2015)

### Romances
- Basenji (1994)
- Viaje de estudios (Siruela, 1995)
- A Tábua das Marés - no original La tabla de las mareas (Siruela, 1998)
- La mujer ensimismada (Siruela, 2001)
- Latente (Siruela, 2002)
- Detrás de la boca (2007)
- Disección de una tormenta (2011)
- La niebla, tres veces (2011)
- El faro por dentro (2011)
- Araña, cisne, caballo (2014)